# Iveco Massif
Iveco Massif — повнорозмірний легковий автомобіль підвищеної прохідності, що випускався італійською компанією Iveco S. P. A. в період з 2007 по 2011 рік. Він був частиною гамми позашляховиків Iveco, в яку також входять вантажні автомобілі Trakker і Daily 4x4. У 2010 році через погані продажі і здатність Fiat Group обслуговувати європейський ринок 4х4 імпортними автомобілями Jeep Iveco вирішила розірвати угоду з Santana. У 2011 році власником Santana став уряд Андалусії, який ухвалив рішення закрити компанію та її автомобільний завод, і 1341 особа була звільнена чи достроково пішла на пенсію. З 6 692 автомобілів, випущених у 2007 році, компанія випустила 1197 у 2009 році і не більше 769 у 2010 році.

## Огляд
Iveco Massif був проведений в Лінаресі (Іспанія) компанією Santana Motor Company, продавався Iveco і конкурував з Land Rover Defender на ринку повнопривідних автомобілів. Модель по суті є оновленою і рестайлінгової версією Santana PS-10, яка (як і Defender) сама є похідною від серії Land Rover, яку Santana раніше побудувала за Ліцензією. Massif був частиною спільного підприємства між Iveco і Santana; Iveco оголосила в Мадриді в травні 2006 року, що, по суті, бере на себе продукт PS-10.

## Особливості

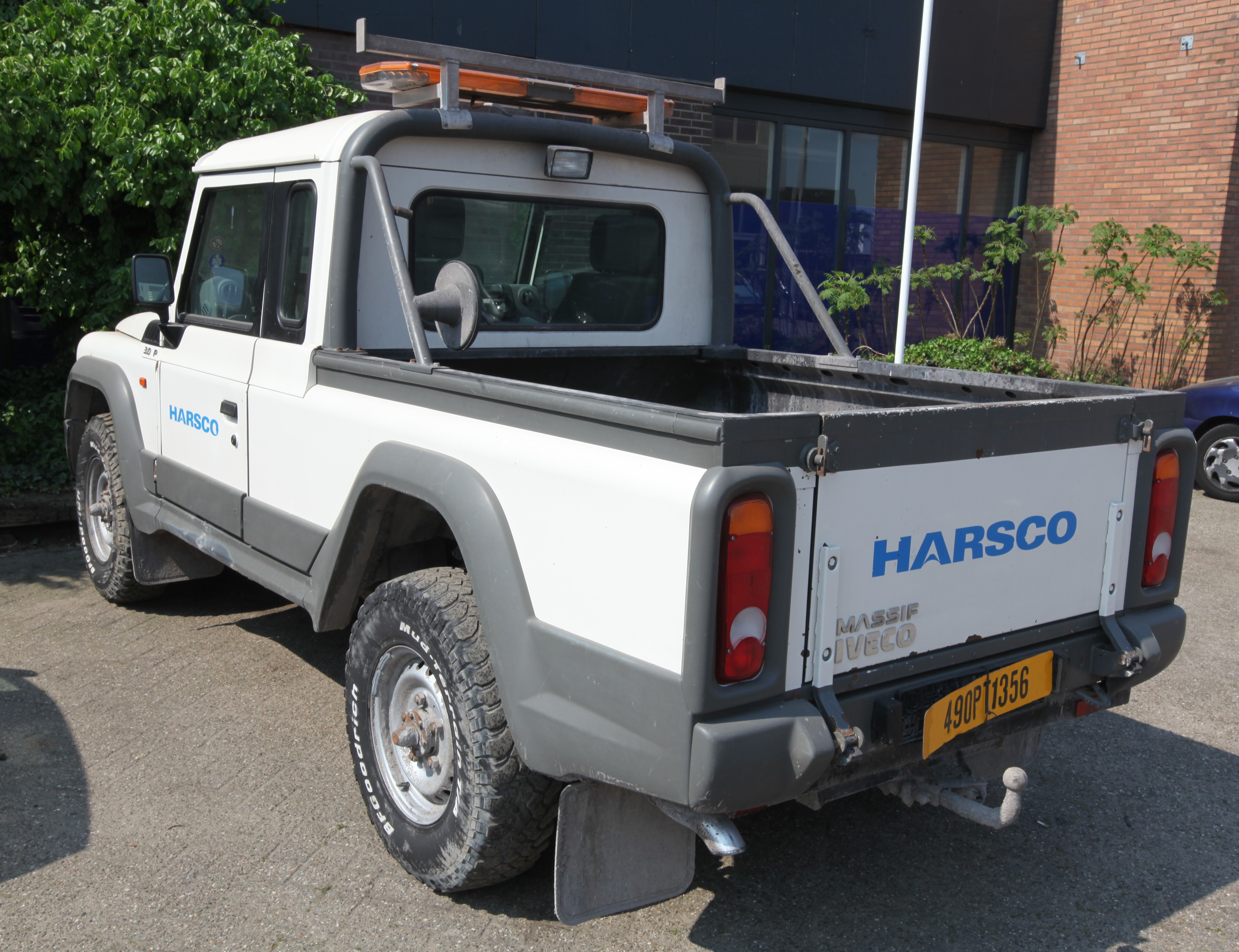
Iveco Massif 4x4

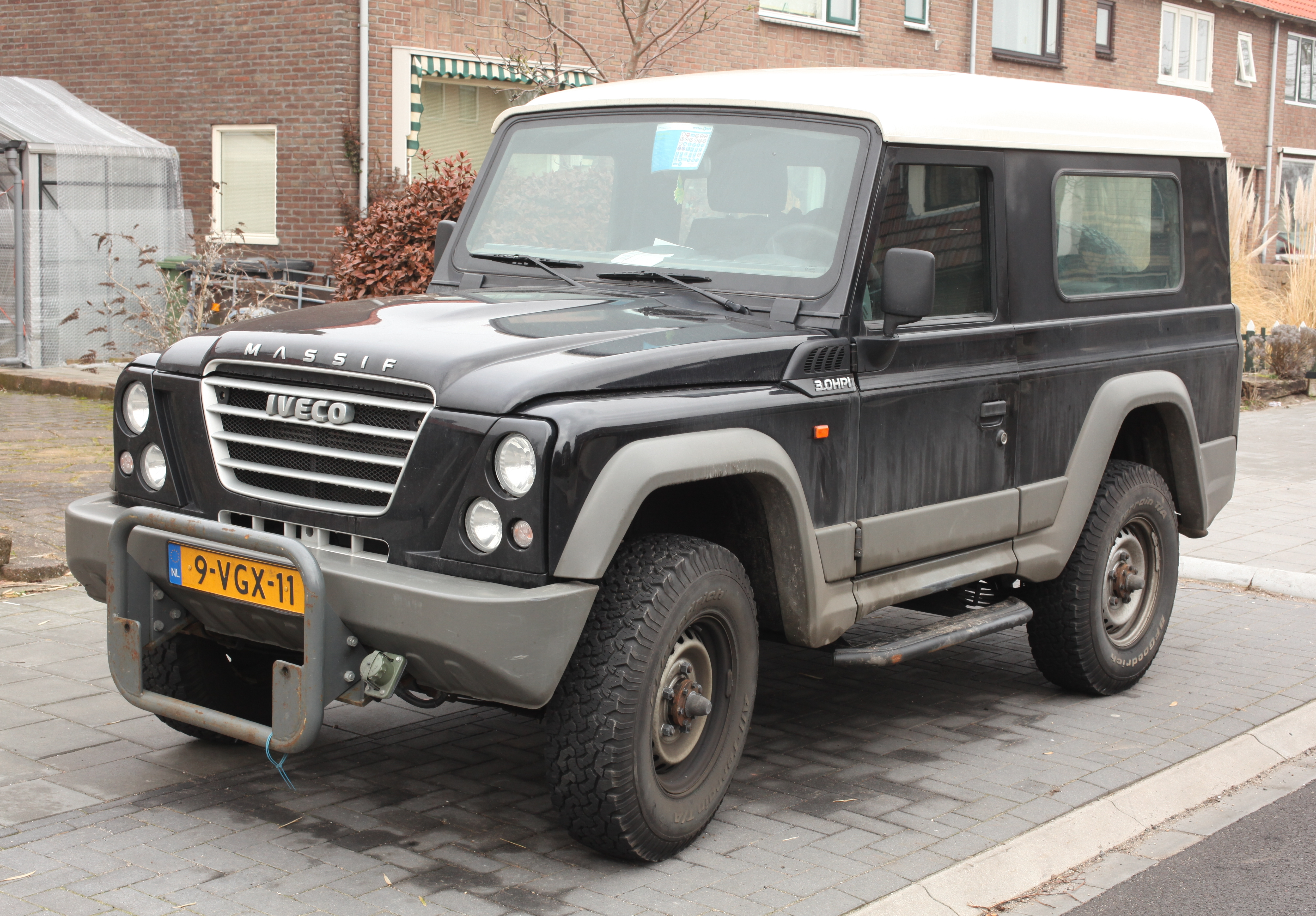
Iveco Massif 3.0 HPI

Massif був спроектований автодизайнерами Джорджетто Джуджаро і Iveco Style Centre. Він має схожість з Santana PS-10, який сам по собі був в значній мірі заснований на серії Land Rover. Автомобіль був доступний з двома версіями 3,0-літрового дизельного двигуна Iveco, взятого з фургона Iveco Daily. Була доступна версія HPI потужністю 150 к. с. (110 кВт; 148 к.с.) з крутним моментом 350 н*м і версія HPT потужністю 176 к. с. (129 кВт; 174 к. с.) з крутним моментом 400 Н*М. додаткова потужність версії HPT забезпечується турбонагнітачем із змінною геометрією. Обидва двигуни відповідали стандартам викидів Євро-4.
Massif оснащений тільки 6-ступінчастою механічною коробкою передач ZF 6S400 overdrive з високими і низькими передавальними відносинами. Також модель має можливість вибору повного приводу, як і його попередник серії Land Rover. Це було зроблено для зниження витрати палива, заявленого Iveco як « до 10 %». Вважається, що рішення про вибір повного приводу було прийнято тому що Iveco припустила, що постійний повний привід не потрібно для більшості умов водіння.
Також Massif оснащений маточинами вільного ходу з ручним блокуванням на передніх осях, які запобігають обертання компонентів передньої осі, імовірно, для зменшення зносу. Опціональний задній диференціал з обмеженим прослизанням також був доступний для поліпшення позашляхових можливостей за рахунок зниження ймовірності перетину осі.
У Massif круглі дискові гальма з вентильованими дисками на передній осі і простими дисками на задній осі. Ручне гальмо також є дисковим гальмом, що працює на трансмісії. І ще модель оснащена параболічною підвіскою по всьому периметру, на відміну від спіральних пружин її сучасника Land Rover Defender. Параболічна система підвіски виконана з дволопатевими пружинами на передній осі і чотирма лопатевими пружинами на задній осі. На осях встановлені газові амортизатори і протиковзкі планки, щоб забезпечити компроміс між керованістю на дорозі і позашляхової здатністю. Параболічну систему підвіски можна розглядати як Економічний компроміс між простотою, несучою здатністю листових ресор, підвищеним комфортом і зчленуванням осей спіральних ресор.

## Двигуни
- 3.0L HTP Sofim diesel I4 146 к.с. при 3500	об/хв 350 Нм при 1400 об/хв
- 3.0L HTP Sofim diesel I4 176 к.с. при 3500 об/хв 400 Нм при 1250 об/хв